# Mark Gordon Henry
Mark Gordon Henry (12 de juny del 1971 -) més conegut al ring com Mark Henry és un lluitador professional estatunidenc ja retirat que treballa com embaixador a la marca SmackDown de World Wrestling Entertainment (WWE).